# Bitwa pod Lostwithiel
Bitwa pod Lostwithiel miała miejsce 2 września 1644 podczas angielskiej wojny domowej 1642–1651.
Po miażdżącej klęsce w bitwie pod Marston Moor, która kosztowała go całą północną Anglię, król Karol I nie zrezygnował jeszcze z pokonania Parlamentu. Po pokonaniu armii Wallera w bitwie pod Cropredy Bridge, król maszerował na zachód w pościgu za armią hrabiego Essex, który zaatakował oddaną sprawie Rojalistów Kornwalię. Armia Karola I była znacznie słabsza liczebnie, ale król liczył na przewagę zaskoczenia. Dnia 2 września 1644 armia królewska zaatakowała tyły armii Essexa i szybko otoczyła go w Lostwithiel w Kornwalii, 30 mil na zachód od Plymouth, atakując zarówno z północy i ze wschodu jednocześnie. Lostwithiel było ważnym strategicznym punktem, kluczem do Fowey, w tym okresie głównego portu morskiego.
Większość kawalerii Rojalistów uciekła, razem z Essexem, jednak cała piechota, niemal 6000 żołnierzy, oraz artyleria pod wodzą Skippona została otoczona przez armię króla Anglii Karola I i wobec beznadziejnej sytuacji skapitulowała. Karol I zawrócił i ruszył na Londyn.
Ta klęska wojsk Parlamentu w Kornwalii i ostatnia wielka wiktoria Rojalistów zostały odwrócone przez Thomasa Fairfaxa prowadzącego Armię Nowego Typu (New Model Army) w Tresillian Bridge, w pobliżu Truro 12 marca 1645.